# Prefabricate Vest
Prefabricate Vest este o companie producătoare de materiale de construcții din România. Compania a fost înființată în anul 1975 și în prezent (martie 2008), 300 de angajați.
Compania are ca acționar principal compania Vestco Industries, controlată de omul de afaceri Liviu Tudor.
Compania produce blocuri BCA și pavele.
În anul 2007, Prefabricate Vest deținea o cotă valorică de 16% din piața de BCA și peste 30% pe piața de pavele.
În anul 2006, Prefabricate Vest a finalizat o investiție de circa 10 milioane de euro în producția de pavaje din beton, sub brandul Monolit.
În urma acestei investiții, fabrica poate produce 50 de modele de pavaje în circa 20 de culori și are o capacitate de producție de 1,8 milioane mp pe an.
Număr de angajați în 2007: 280 
Cifra de afaceri:
- 2007: 48,3 milioane euro [5]
- 2005: 14,7 milioane euro [3]